# Eragrostis acutiflora
Eragrostis acutiflora är en gräsart som först beskrevs av Carl Sigismund Kunth, och fick sitt nu gällande namn av Christian Gottfried Daniel Nees von Esenbeck. Eragrostis acutiflora ingår i släktet kärleksgrässläktet, och familjen gräs. Inga underarter finns listade i Catalogue of Life.